# Ambari
Ambari é um filme indiano dirigido por A. P. Arjun e lançado em 2009.